# Берикуль (Ижморский район)
Берику́ль — село в Ижморском районе Кемеровской области. Входит в состав Постниковского сельского поселения. Берикуль одно из самых старинных сел Ижморского района, своим появлением на свет село обязано строительству Московско-Иркутского тракта.
В селе родился Герой Советского Союза Николай Редковский.

## География
Центральная часть населённого пункта расположена на высоте 181 метра над уровнем моря.

## Население
По данным Всероссийской переписи населения 2010 года, в селе Берикуль проживает 321 человек (156 мужчин, 165 женщин).